# Distrikt Caujul
Der Distrikt Caujul liegt in der Provinz Oyón in der Region Lima im Westen von Peru. Der Distrikt wurde am 30. November 1871 gegründet. Er hat eine Fläche von 104 km². Beim Zensus 2017 lebten 576 Einwohner im Distrikt. Im Jahr 1993 lag die Einwohnerzahl bei 732, im Jahr 2007 bei 917. Die Distriktverwaltung befindet sich in der 3175 m hoch gelegenen Ortschaft Caujul mit 246 Einwohnern (Stand 2017). Caujul liegt in einer Höhenlage westlich oberhalb des Flusstals des Río Huaura. Caujul liegt etwa 27 km westsüdwestlich der Provinzhauptstadt Oyón.

## Geographische Lage
Der Distrikt Caujul befindet sich in der peruanischen Westkordillere zentral in der Provinz Oyón. Der Distrikt liegt am rechten Flussufer des nach Westen strömenden Río Huaura. 
Der Distrikt Caujul grenzt im Westen an den Distrikt Naván, im Nordwesten an den Distrikt Ámbar (Provinz Huaura), im Norden an den Distrikt Gorgor (Provinz Cajatambo), im Osten an den Distrikt Andajes sowie im äußersten Süden an den Distrikt Checras (Provinz Huaura). 

## Ortschaften
Neben dem Hauptort Caujul gibt es folgende Ortschaften im Distrikt:
- Aguar
- Lancha
- Pumahuain